# Marcel Huot
Marcel Huot (Epernay, 9 september 1896 - Pantin, 23 april 1954) was een Frans wielrenner.

## Levensloop en carrière
Huot werd prof in 1922. Hij won in 1921 Parijs-Armentières en in 1922 het Circuit de Roanne. Zijn grootste overwinning was een ritoverwinning in de Ronde van Frankrijk 1928.

## Erelijst
1922
- Circuit des Monts du Roannais

1928
- 19e etappe Ronde van Frankrijk

## Resultaten in voornaamste wedstrijden
| Jaar | Ronde van Italië | Ronde van Frankrijk | Ronde van Spanje |
| ---- | ---------------- | ------------------- | ---------------- |
| 1922 |                  |                     |                  |
| 1923 |                  | 10e                 |                  |
| 1924 |                  | opgave              |                  |
| 1925 |                  |                     |                  |
| 1926 |                  | opgave              |                  |
| 1927 |                  | opgave              |                  |
| 1928 |                  | 9e (1)              |                  |
| 1929 |                  | opgave              |                  |
| 1930 |                  | opgave              |                  |

| Jaar | Milaan-San Remo | Ronde van Vlaanderen | Parijs-Roubaix |
| ---- | --------------- | -------------------- | -------------- |
| 1922 |                 | 5e                   | 17e            |
| 1923 |                 |                      | 6e             |
| 1924 |                 |                      |                |
| 1925 |                 |                      |                |
| 1926 | 8e              |                      |                |
| 1927 |                 |                      |                |
| 1928 |                 |                      |                |
| 1929 |                 |                      |                |
| 1930 |                 |                      |                |

- Bibliothèque nationale de France: cb16685808v (data)
- International Standard Name Identifier: 0000 0004 5099 2503
- Virtual International Authority File: 316738024